# Lilija Olimpijewna Grizenko
Lilija Olimpijewna Grizenko (russisch Лилия Олимпиевна Гриценко; * 11.jul. / 24. Dezember 1917greg. in Horliwka, Ukrainische Volksrepublik; † 9. Januar 1989 in Moskau) war eine sowjetische Theater- und Film-Schauspielerin sowie Sängerin.

## Herkunft und Laufbahn
Grizenko kam als Tochter eines Eisenbahners und einer Köchin in der östlichen Ukraine zur Welt. Der spätere Schauspieler Nikolai Grizenko war ihr Bruder. 1925 zog die Familie aus beruflichen Gründen nach Jassynuwata, wo Lilija die Grundschule besuchte. 1930 verlegten die Grizenkos ihren Wohnsitz nach Makijiwka. Lilija konnte hier erste Erfahrungen in Amateuraufführungen sammeln und nahm erfolgreich Gesangsunterricht. 1935 war sie Teilnehmerin bei Allunionswettbewerben in Stalino und Dnipro und durfte aufgrund ihrer Leistungen anschließend am Moskauer Bolschoi-Theater unter Jelena Klimentjewna Katulskaja Operngesang studieren. Ab 1937 setzte Grizenko ihre Ausbildung am Moskauer Dramatheater „K. S. Stanislawski“ unter Antonina Neschdanowa fort und schloss diese 1941 ab. Daraufhin trat sie 16 Jahre vor Ort auf und war im Laufe der Zeit in diversen Hauptrollen zu sehen. Nach zweijähriger Tätigkeit für den Allrussischen Tournee- und Konzertverband erhielt Grizenko 1960 ein Engagement am Moskauer Dramatheater „A. S. Puschkin“ und gehörte dort sofort zu den herausragenden Darstellerinnen. Als ihre wichtigste Rolle galt die der Titelfigur in День рождения Терезы (Den roschdenija Teresy). Daneben inszenierte sie auch einzelne Stücke, absolvierte Auftritte als Kammersängerin und nahm an Radiosendungen teil.
Ihr Filmdebüt gab Grizenko 1945 in Nadeschda Koschewerowas Opernadaption Pantoffelchen. Weitere Projekte folgten jedoch erst zu Beginn der 1950er Jahre, u. a. mit der Hauptrolle in Прощай, Америка! (Proschtschai, Amerika!, 1951). Bis in die Mitte der 1980er Jahre war sie noch mehrfach als Hauptdarstellerin zu sehen, ihr Schaffen umfasst Dramen, Komödien, historische Werke und Märchenfilme. Als markanteste Rolle gilt die der Landwirtin Natalja in Reise mit Hindernissen (1954), andere wichtige Filme waren Знойный июль (Snoiny ijul, 1965), Весёлые Жабокричи (Wesjolyje Schabokritschi, 1971) und Фантазии Фарятьева (Fantasii Farjatjewa, 1979). In Шофёр поневоле (Schofjor ponewole, 1958) gab sie neben der Hauptrolle eine Gesangseinlage mit dem von Natalja Petrowna Kontschalowskaja und Moisei Samuilowitsch Wainberg geschriebenen Stück Герань (Geran). Ihre letzte Rolle spielte Grizenko 1988 in Работа над ошибками (Rabota nad oschibkami). Neben dem Wirken vor der Kamera war sie in den 1950er Jahren an der Synchronisation von sechs Animationsfilmen beteiligt.
Grizenko galt als sehr arbeitsame Darstellerin, die das Schauspiel als Lebensinhalt betrachtete. Sie nahm deswegen kaum am öffentlichen Leben teil. Obwohl ihr mit zunehmendem Alter kaum attraktive Rollen angeboten wurden, blieb sie ihrem Beruf treu, nahm sich ab September 1988 jedoch eine Auszeit. Bevor es zu einer Rückkehr kommen konnte, starb sie Anfang 1989 in ihrer Wohnung. Das Ableben der 71-Jährigen wurde von der Öffentlichkeit kaum wahrgenommen. Grizenko fand neben ihrem Bruder auf dem Nowodewitschi-Friedhof die letzte Ruhe.
Sie war Trägerin der Titel Verdiente Künstlerin der RSFSR (3. Juni 1954) und Volkskünstlerin der RSFSR (25. April 1957).

## Privates
Grizenko lernte am Stanislawski-Theater ihren ersten Ehemann, den Regisseur Boris Iwanowitsch Rawenski (1914–1980), kennen. Er besetzte viele Inszenierung mit ihr, die Beziehung wurde aber durch sein ausfälliges Verhalten und eine Affäre mit der Sängerin Wera Kusminitschna Wassiljewa (* 1925) belastet. Grizenko ließ sich daraufhin scheiden und heiratete den Schauspieler Alexander Borissowitsch Schworin (1931–1994). Die Ehe scheiterte aber nach kurzer Dauer. Rawenski nahm danach wieder Kontakt zu seiner Exfrau auf und vermittelte ihr die Stelle am Puschkin-Theater. Später hatte sie eine kurze Beziehung mit dem Pianisten Maxim Kusnez.

## Theaterarbeit (Auswahl)

### Moskauer Dramatheater „K. S. Stanislawski“
- Maskerade (Maskarad) – von Michail Lermontow
- Madame Butterfly – von David Belasco
- Der Jahrmarkt von Sorotschinzy (Sorotschinskaja jarmarka) – von Modest Mussorgski
- Аленький цветочек (Alenki zwetotschek) – nach Sergei Aksakow
- Gribojedow – von Sergei Alexandrowitsch Ermolinski
- Les Héritiers Rabourdin – von Émile Zola
- Mädchen ohne Mitgift (Bespridanniza) – von Alexander Ostrowski
- Die Möwe (Tschaika) – von Anton Tschechow
- Die Tage der Turbins – von Michail Bulgakow

### Moskauer Dramatheater „A. S. Puschkin“
- День рождения Терезы (Den roschdenija Teresy) – von Georgi Dawidowitsch Mdiwani
- Romagnola – von Luigi Squarzina
- Изгнание блудного беса (Isgnanije bludnogo besa) – von Alexei Tolstoi
- Los árboles mueren de pie – von Alejandro Casona
- Stützen der Gesellschaft (Samfundets Støtter) – von Henrik Ibsen
- Метель (Metel) – von Leonid Leonow (auch Regie)
- Недоросль (Nedorosl) – von Denis Fonwisin
- Die schuldlos Schuldigen (Bes winy winowatyje) – von Alexander Ostrowski
- Kinder der Sonne (Deti solnza) – von Maxim Gorki

## Filmografie (Auswahl)
- 1945: Pantoffelchen (Tscherewitschki)
- 1953: W. G. Belinski (Belinski)
- 1954: Reise mit Hindernissen (Wernye drusja)
- 1956: Die Mutter (Mat)
- 1959: Versuch’s mit der Liebe (Nepoddajuschtschijesja)
- 1964: Die Stille (Tischina)
- 1968: Der siebente Trabant (Sedmoi sputnik)
- 1973: Adresse ihres Hauses (Adres waschego doma)
- 1977: Ein Schlüssel, den man nicht weitergeben darf (Kljutsch bes prawa peredatschi)
- 1982: Ein Privatleben (Tschastnaja schisn)
- 1984: Der Lehrling des Medicus (Utschenik lekarja)